# Jan Wagner

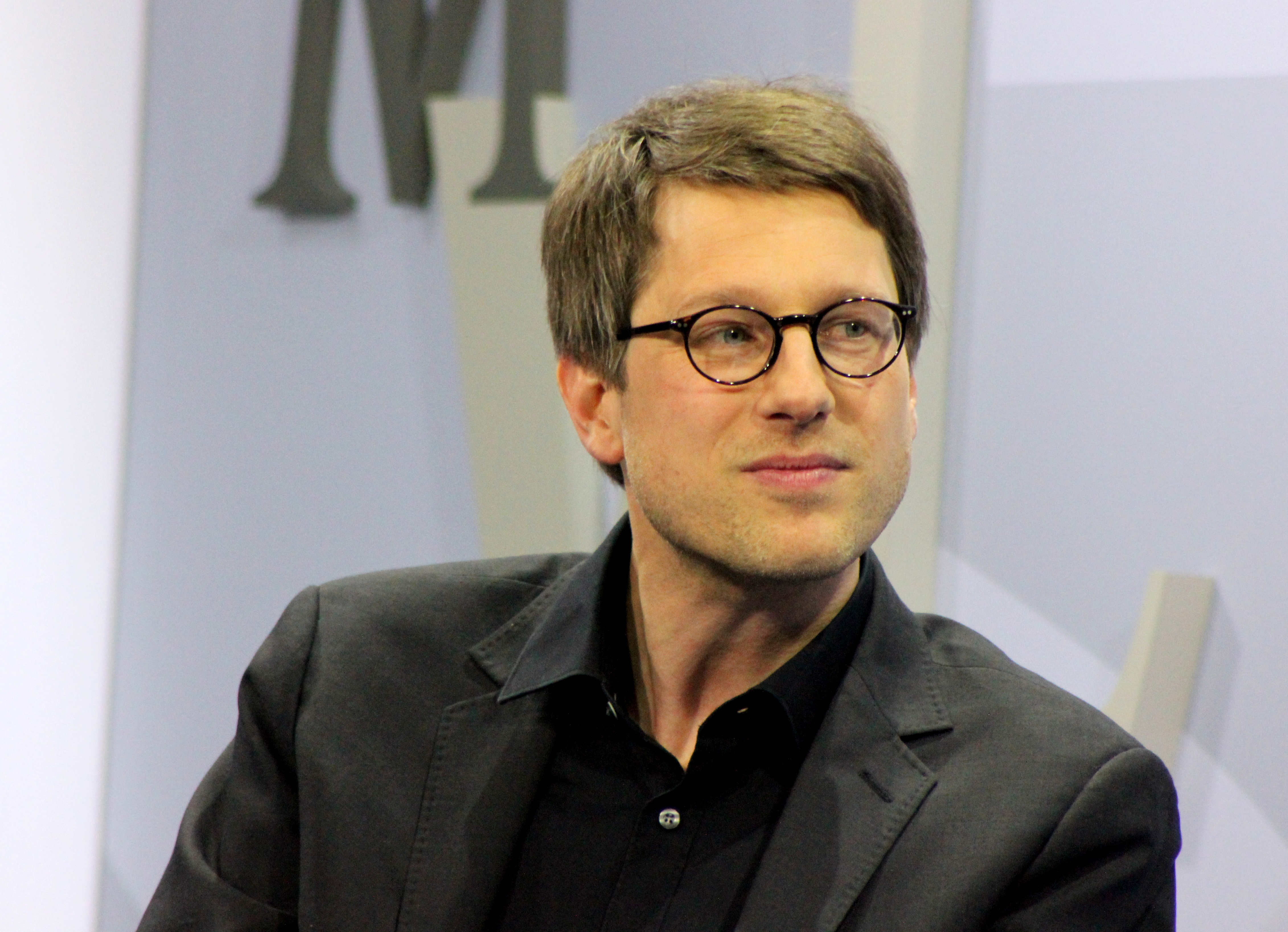
Wagner vid bokmässan i Leipzig 2015

Jan Wagner, född 18 oktober 1971 i Hamburg, är en tysk poet och översättare. 
Han växte upp i Ahrensburg varefter han läste engelska vid Hamburgs universitet och Trinity College i Dublin. Efter att ha flyttat till Berlin tog en magisterexamen vid Humboldtuniversitetet med en uppsats om ung irländsk lyrik. Från 1995 till 2003 gav han tillsammans med Thomas Girst ut den litterära och grafiska samlingen Die Außenseite des Elementes i elva nummer, som med inspiration från Marcel Duchamp bestod av en låda med lösa blad. 
Wagners första diktsamling gavs ut 2001 och han har sedan dess försörjt sig på sitt skrivande. Han är även litteraturkritiker vid Frankfurter Rundschau och översättare av engelskspråkig poesi. 2017 erhöll Georg Büchner-priset av Deutsche Akademie für Sprache und Dichtung. (Aris Fioretos höll lovtalet.)
Han har bland annat tilldelats Villa Massimo-stipendiet och Preis der Leipziger Buchmesse. År 2017 fick han Georg Büchner-priset. Han är medlem i P.E.N.-Zentrum Deutschland, Deutsche Akademie für Sprache und Dichtung, Bayerische Akademie der Schönen Künste och Akademie der Wissenschaften und der Literatur Mainz.

## Utgivet
På svenska:
- Självporträtt med bisvärm. 111 dikter och 1 samtal, i tolkning av Aris Fioretos, Rámus Förlag, Malmö 2016 (ISBN: 978-91-86703-62-2)

På tyska:
- Probebohrung im Himmel. Dikter. Berlin Verlag, Berlin 2001.
- Guerickes Sperling. Dikter. Berlin Verlag, Berlin 2004.
- Achtzehn Pasteten. Dikter. Berlin Verlag, Berlin 2007.
- Australien. Dikter. Berlin Verlag, Berlin 2010.
- Die Sandale des Propheten. Essäer. Berlin-Verlag. Berlin 2011.
- Die Eulenhasser in den Hallenhäusern. Drei Verborgene. Dikter, Hanser Berlin, Berlin 2012.
- Poesiealbum 295. Märkischer Verlag Wilhelmshorst 2011.
- Regentonnenvariationen. Dikter. Hanser Berlin, Berlin 2014.